# المرصد الفلسطيني للتحقق والتربية الإعلامية
المرصد الفلسطيني للتحقق والتربية الإعلامية (كاشف)، مؤسسة مستقلة غير ربحية وغير حكومية وهي منصة فلسطينية تهدف إلى مكافحة المعلومات المضللة في الفضاء الإعلامي الفلسطيني وتعزيز مبادئ أخلاقيات النشر، ونشر ثقافة التحقق، والقراءة الناقدة للمحتوى في فلسطين. يعتبر المرصد الفلسطيني للتحقق والتربية الإعلامية مرجعًا هامًا للصحفيين والباحثين والنشطاء الذين يهتمون بالوضع الإعلامي وحقوق الإنسان في فلسطين. يأتي ذلك من خلال توثيقه للأحداث وتقديمه لتحليلات موضوعية، يساهم أيضاً المرصد في توفير منصة للنقاش والتوعية حول القضية الفلسطينية وتحقيق التغيير الإيجابي الإعلامي في المنطقة وعمل المرصد على إطلاق أول شبكة لمدققي الحقائق في فلسطين. حصل المرصد الفلسطيني للتحقق والتربية الإعلامية على عضوية الشبكة الدولية لتدقيق المعلومات، ليصبح بذلك أول شبكة فلسطينية تنضم إلى هذه العضوية. وفي أكتوبر 2024، أطلق مؤشر الصدق السياسي "الصافي".